# بار ترك
 بار ترك  أو (بهر ترك)، قرية صغيرة تقع أسفل هضبة بهر ترك تـتبع ناحية كوخرد ( بالفارسية: بخش كوخرد )من توابع مدينة بستك في محافظة هرمزگان في جنوب إيران. كلمة: (بـُهر) باللغة الفارسية: اَللارية تعني الهضبة، وكونها أن القرية تقع أسفل الهضبة سميت بذلك.

## حدود قرية بار ترك
حدود قرية بار ترك من الشمال: جبل، ومن الجنوب هضبة (بهر ترك)، ومن الغرب قرية بارو ومن الشرق تنتهي بـقرية جارون في أقصى الشرق.

## السكان
تسكن عائلة واحدة في شمال تپه (بُهر) أي هضبة (بهر)، وعدد من العوائل في أسفل هضبة بهر ترك، ويبلغ اجمالي عدد السكان بحدود 35  شخص كلهم من أهل السنة والجماعة وعلى المذهب الشافعي.
القرية بها مسجد واحد، وبركتان لحفظ مياه الأمطار، هذه القرية تقع على طريق قرية لاور شيخ من جهة الجنوب. على جانب الطريق يوجد (قبر) يسمى (قبر لُرهَ)، يقال أن هذا القبر لاحد أفراد المجوس قتل في إحدى المعارك في الأزمنة الغابرة ودفن في هذا الموقع.
- وفي هذا الصدد يقول شاعر كوخرد الكبير مُلاي أرباب هذه الأبيات ً :